# Candide Thovex
Candide Thovex (Annecy, 22 mei 1982) is een Frans professioneel freestyleskiër. Zijn eerste hoge notering behaalde hij in 1999 toen hij als vierde eindigde in de X Games bij het ski-onderdeel big air. Een jaar later won hij op hetzelfde onderdeel de gouden medaille. Ook in 2003 en 2007 behaalde hij de eerste plaats, respectievelijk voor halfpipe en slopestyle. Daarnaast won Thovex verschillende wereldbekerwedstrijden in het freestyleskiën en  freerideskiën, op het laatste onderdeel werd hij in het seizoen 2009-2010 wereldkampioen.